# Microserica hiulca
Microserica hiulca är en skalbaggsart som beskrevs av Brenske 1897. Microserica hiulca ingår i släktet Microserica och familjen Melolonthidae. Inga underarter finns listade i Catalogue of Life.